# ويليام إتش دابني
ويليام إتش دابني هو ضابط كندي، ولد في 28 سبتمبر 1934 في سانت جون في كندا، وتوفي في 15 فبراير 2012 في كسينغتون في الولايات المتحدة.